# كيرفينارا
كيرفينارا، (بالإنجليزية: Cervinara)‏، هي بلدة و(بلدية)
في مقاطعة أفيلينو، كامبانيا، جنوب إيطاليا.

## السكان
في سنة 1861 بلغ عدد السكان 6٬627 نسمة، وتطور العدد ليصل في سنة 2011 لـ 9٬969 نسمة.
يظهر هذا المخطط البياني تطور النمو السكاني لـ كيرفينارا